# هوریبا
هوریبا (انگلیسی: Horiba) شرکت الکترونیک ژاپنی است، که در سال ۱۹۴۵ تأسیس شد.